# Patrimoni dell'umanità della Bielorussia
I patrimoni dell'umanità della Bielorussia sono i siti dichiarati dall'UNESCO come patrimonio dell'umanità in Bielorussia, la quale è divenuta parte contraente della Convenzione sul patrimonio dell'umanità il 12 ottobre 1988, quando era ancora la Repubblica Socialista Sovietica Bielorussa.
Al 2020 i siti iscritti nella Lista dei patrimoni dell'umanità sono quattro, mentre cinque sono le candidature per nuove iscrizioni. Il primo sito iscritto nella lista è stato nel 1992 l'estensione alla parte bielorussa della Foresta di Białowieża, durante la sedicesima sessione del comitato del patrimonio mondiale. Nella ventiquattresima sessione (2000), il Complesso del Castello di Mir è divenuto il secondo sito bielorusso riconosciuto dall'UNESCO. Il terzo e il quarto patrimonio, sono stati inclusi nella lista nel 2005 dalla ventinovesima sessione del comitato; si tratta dell'Arco geodetico di Struve, comprendente diversi siti, in comune con altri nove paesi, e del Complesso architettonico, residenziale e culturale della famiglia Radziwiłł a Njasviž. Tre siti sono considerati culturali, secondo i criteri di selezione, e uno naturale; due sono parte di siti transnazionali.

## Siti del Patrimonio mondiale
| Foto | Sito                                                                                  | Luogo | Tipo                         | Anno      | Descrizione |
| ---- | ------------------------------------------------------------------------------------- | --- | ---------------------------- | --------- | --- |
|      | Foresta di Białowieża                                                                 | Regione di Brėst, Regione di Hrodna (condiviso con la Polonia) | Naturale (33; ix, x)         | 1992-2014 | Il sito della foresta di Białowieża, al confine tra Polonia e Bielorussia, è una vasta gamma di foreste primarie che comprende sia conifere che latifoglie che coprono un'area totale di 141.885 ettari. Situata sullo spartiacque del Mar Baltico e del Mar Nero, questa proprietà transfrontaliera è eccezionale per le opportunità che offre per la conservazione della biodiversità. Ospita la più grande popolazione della specie iconica dell'area protetta, il bisonte europeo. |
|      | Complesso del Castello di Mir                                                         | Mir | Culturale (625; ii, vi)      | 2000      | La costruzione di questo castello iniziò alla fine del XV secolo, in stile gotico. Successivamente fu ampliato e ricostruito, prima in stile rinascimentale e poi in stile barocco. Dopo essere stato abbandonato per quasi un secolo e aver subito gravi danni durante il periodo napoleonico, il castello è stato restaurato alla fine del XIX secolo, con l'aggiunta di una serie di altri elementi e l'abbellimento del territorio circostante come parco. La sua forma attuale è una testimonianza plastica della sua storia spesso turbolenta. |
|      | Arco geodetico di Struve                                                              | Distretto di Ašmjany, Distretto di Zėl'va, Distretto di Ivanava (condiviso con Estonia, Finlandia, Lettonia, Lituania, Moldavia, Norvegia, Russia, Svezia, Ucraina) | Culturale (1187; ii, iv, vi) | 2005      | L'arco geodetico di Struve è una catena di triangolazioni geodetiche che vanno da Hammerfest in Norvegia al Mar Nero, attraversando 10 nazioni e per una lunghezza complessiva di circa 2.820 chilometri. Questa catena venne ideata e utilizzata dallo scienziato baltico-tedesco Friedrich Georg Wilhelm von Struve negli anni compresi fra il 1816 e il 1855 per determinare le esatte forme e dimensioni della Terra. All'epoca l'arco attraversava solamente due nazioni: la Svezia-Norvegia e l'Impero russo. L'arco originale consisteva in 258 triangoli principali con 265 punti della stazione principale. Il sito elencato comprende 34 dei punti della stazione originale, mediante segnali di diversi tipi: buchi scavati nelle rocce, croci di ferro, "ometti" di pietre, obelischi. In Bielorussia sono presenti cinque punti di segnalazione: Tupiški nel distretto di Ašmjany, Lopati (Lopaty) nel distretto di Zėl'va, Ossovnica, Čekutsk e Leskoviči nel distretto di Ivanava. |
|      | Complesso architettonico, residenziale e culturale della famiglia Radziwiłł a Njasviž | Njasviž | Culturale (1196; ii, iv, vi) | 2005      | La dinastia Radziwiłł, che ha costruito e mantenuto il complesso dal XVI secolo fino al 1939, ha dato i natali ad alcune delle personalità più importanti della storia e della cultura europea. Grazie ai loro sforzi, la città di Njasviž esercitò una grande influenza nelle scienze, nelle arti, nell'artigianato e nell'architettura. Il complesso è costituito dal castello residenziale e dalla chiesa mausoleo del Corpus Domini con il loro ambiente circostante. Il castello si compone di dieci edifici interconnessi, che si sono sviluppati come un insieme architettonico attorno a un cortile a sei lati. I palazzi e la chiesa divennero importanti prototipi che segnarono lo sviluppo dell'architettura in tutta l'Europa centrale e in Russia. |

## Siti candidati
| Foto | Sito                                                                            | Luogo                                                          | Tipo                         | Anno       | Descrizione |
| ---- | ------------------------------------------------------------------------------- | -------------------------------------------------------------- | ---------------------------- | ---------- | --- |
|      | Canale di Augustów                                                              | Distretto di Hrodna (condiviso con la Polonia)                 | Culturale (1892; i, ii)      | 30/01/2004 | Il progetto per la costruzione del canale di Augustów, la cui parte bielorussa si trova nel territorio dell'attuale Distretto di Hrodna, fu avviato all'inizio del XIX secolo. È stato progettato per esportare grano e presumibilmente legname nei porti baltici bypassando il territorio della Prussia Orientale, che ha introdotto tasse eccessivamente elevate sulle merci spedite lungo i fiumi Vistola e Nemunas verso i porti del Mar Baltico. |
|      | Chiesa della Trasfigurazione del Salvatore e Cattedrale di Santa Sofia a Polack | Polack                                                         | Culturale (1893; i, ii)      | 30/01/2004 | Dal X al XIII secolo Polack è stata la città centrale del Principato di Polack. La favorevole posizione geografica sulle vie commerciali ("Dai Variaghi ai Greci") favorì il rapido sviluppo economico e culturale. A quel tempo furono costruiti eccezionali esempi di architettura del periodo come la Cattedrale di Santa Sofia e la Chiesa della Trasfigurazione del Salvatore. La Chiesa della Trasfigurazione del Salvatore è un monumento dell'antica architettura russa, costruito tra il 1152 e il 1161 dall'architetto locale Ioann per ordine della principessa Sant'Eufrosina di Polack come chiesa cattedrale del Convento del Salvatore e Sant'Eufrosina. La Cattedrale di Santa Sofia è un monumento di varie scuole di architettura dall'XI al XVIII secolo. |
|      | Chiesa dei santi Boris e Gleb (Kaloža) nella città di Hrodna                    | Hrodna                                                         | Culturale (1895; i, ii)      | 30/01/2004 | La chiesa dei santi Boris e Gleb (Kaloža) fu costruita nel 1180 dall'architetto Pëtr Milanech sull'alta riva destra del fiume Nemunas, di fronte alla collina del castello, nel territorio dell'ex insediamento di Kaloža. A seguito di parziali distruzioni e ricostruzioni, oggi dell'edificio medievale originario sono conservati il muro meridionale e una parte del muro occidentale, oltre a 3 absidi e 2 pilastri occidentali sotto la cupola. |
|      | Edifici di culto fortificati in Bielorussia, Polonia e Lituania                 | Distretto di Pastavy, Distretto di Ščučyn, Distretto di Zėl'va | Culturale (1899; i)          | 30/01/2004 | Questa candidatura include attualmente tre chiese fortificate in Bielorussia: la chiesa della Natività della Beata Vergine Maria a Muravanka, la chiesa di San Michele a Synkavičy e la chiesa di San Giovanni Battista a Kamai. Le chiese furono costruite tra il XVI e il XVII secolo e furono spesso ristrutturate a causa dei danni conseguenti a guerre o incendi. |
|      | Architettura religiosa lignea (XVII - XVIII secolo) della Polesia               | Regione di Brėst, Regione di Homel'                            | Culturale (1901; i, ii, iii) | 30/01/2004 | Questa candidatura prende in considerazione l'architettura in legno nella regione della Polesia, essendo il legno il principale materiale da costruzione per secoli. Nel XVII e XVIII secolo emersero due tipi di scuole di architettura in Polesia: quella occidentale e quella orientale. Un esempio è la chiesa di San Nicola a Zdzitava, costruita per la prima volta nel 1502 e successivamente ampliata. |